# シルビア・クロアット
シルビア・クロアット（Silvia Croatto、1973年5月6日 - ）はイタリアの元女子バレーボール選手。現役時代のポジションはアウトサイドヒッター。元イタリア代表。

## 来歴
- クラブチーム

1992年、Olimpia Teodora Ravennaへ入団。1992/93シーズンのイタリアセリエA1、欧州チャンピオンズリーグで準優勝し、世界クラブ選手権では金メダルを獲得した。1993/94シーズンのセリエA1リーグでは3位となった。1996年、Modena Volleyに移籍し、1996/97シーズンのセリエA1リーグ、イタリアカップで準優勝した。1998年、再びOlimpia Teodora Ravennaへ加入し、2000/01シーズンのセリエA1リーグで3位となった。2001/02シーズンはSilvia Croattoでプレーした。2002/03シーズンはスペインリーグのCVテネリフェに移籍し、スペインリーグで準優勝、スペインカップで優勝した。2004/05シーズンにFigurella Firenzeでのプレーを最後に現役引退した。
- 代表チーム

アンダーカテゴリーの代表として1992年にジュニア欧州選手権に出場し銅メダルを獲得した。1993年、シニアのイタリア代表に初選出され、同年の欧州選手権に出場した。1994年の世界選手権に出場した。2001年、代表へ復帰すると欧州選手権に出場し銀メダルを獲得した。2003年、ワールドグランプリに出場した。

## 球歴
- 世界選手権 - 1994年
- 欧州選手権 - 1993年、1995年、2001年、2003年
- ワールドグランプリ - 2003年

## 所属クラブ
- Olimpia Teodora Ravenna（1992-1995年）
- Modena Volley（1996-1998年）
- Olimpia Teodora Ravenna（1998-2001年）
- Silvia Croatto（2001-2002年）
- CVテネリフェ（2002-2003年）
- Figurella Firenze（2003-2005年）